# Tara Lee Andrews
Tara Lee Andrews (* 22. Juli 1978) ist eine US-amerikanische Professorin für Digital Humanities und eine Kulturwissenschaftlerin.

## Leben
Sie erwarb 1999 den Bachelor of Science in Geistes- und Ingenieurwissenschaften am Massachusetts Institute of Technology, 2005 den Master of Philosophy in Byzantinistik am University College (Oxford) und 2009  den DPhil in Orientalistik am Linacre College. Von 2008 bis 2009 war sie Tutorin für klassisches Armenisch in Oxford. Von 2009 bis 2010 war sie Lehrbeauftragte für Byzantinische Geschichte an der Universität Oxford. Von 2010 bis 2013 war sie Postdoktorandin für Gräzistik an der KU Leuven. Von 2013 bis 2016 war sie Assistenzprofessorin für Digital Humanities an der Universität Bern. Seit September 2016 ist sie Professorin für Digital Humanities an der Universität Wien. Am Austrian Centre for Digital Humanities ist sie Deputy Director.
Ihre Forschungsgebiete sind byzantinische Geschichte des Mittelalters (insbesondere des 10. bis 12. Jahrhunderts), armenische Geschichte und Geschichtsschreibung vom fünften bis zum zwölften Jahrhundert, Anwendung von Computeranalysen und digitalen Methoden auf die Bereiche der mittelalterlichen Geschichte und Philologie und Tree of Texts, ein Forschungsprojekt zur Theorie der stemmatischen Analyse klassischer und mittelalterlicher Manuskripttexte.

## Schriften (Auswahl)
- als Herausgeberin mit Caroline Macé: Analysis of ancient and medieval texts and manuscripts. Digital approaches. Turnhout 2014, ISBN 2-503-55268-4.
- Mattʿēos Uṙhayecʿi and his chronicle. History as apocalypse in a crossroads of cultures. Leiden 2017, ISBN 978-90-04-33034-4.